# Евкуров, Юнус-Бек Баматгиреевич
Юну́с-Бек Баматгире́евич Евку́ров (ингуш. Евкурнаькъан Баматгире Юнус-Бик ; род. 30 июля 1963, с. Тарское, Пригородный район, Северо-Осетинская АССР, РСФСР, СССР) — российский государственный и военный деятель. Заместитель министра обороны Российской Федерации с 8 июля 2019 года. Генерал армии (2024). Герой Российской Федерации (2000). Член Высшего совета партии «Единая Россия».
Президент Республики Ингушетия с 31 октября 2008 года по 31 декабря 2010 года (врио — с 30 по 31 октября 2008 года). Глава Республики Ингушетия с 1 января 2011 года по 26 июня 2019 года (врио — с 4 июля по 8 сентября 2013 года). После продолжительных протестных митингов в Ингушетии в июне 2019 года объявил о досрочной отставке.
С 2022 года за поддержку вторжения России на Украину находится под санкциями всех стран Европейского союза, США, Великобритании и ряда других стран.

## Биография

### Происхождение
Юнус-Бек Баматгиреевич Евкуров родился 30 июля 1963 года в селе Тарское в многодетной ингушской семье: у него шесть братьев и шесть сестёр. Зажиточными Евкуровы не были, но и не бедствовали, так как отец очень много работал. Принадлежит к роду Евкуровых — ветвь тайпа Оарцхой. Согласно преданию об Итаре — предке Евкуровых, первую башню в Эрзи возвел Итар. О нем говорили: «Итар, попадающий в цель ранее, чем раздастся звук выстрела». Он стрелял так метко, что пули, одна за другой попадая в цель, сплющивались. Евкуровы переселились из Эрзи в село Ольгетти.
Окончил школу-интернат в Беслане.

### Военная служба
В 1982—1984 годах проходил срочную службу в морской пехоте Тихоокеанского флота.
В 1985—1989 годы обучался в Рязанском высшем воздушно-десантном командном училище, куда был рекомендован по окончании службы в армии.
Службу начал в разведроте 350-го гвардейского парашютно-десантного полка в Белоруссии, в Боровухе-1 (Витебская область). С января 1990 по сентябрь 1991 103-я гвардейская воздушно-десантная дивизия, куда входил 350-й гвардейский парашютно-десантный полк, временно была передана в состав Пограничных войск КГБ СССР и переброшена на Кавказ. Части дивизии, в том числе и 350-й полк, несли службу и выполняли боевые задачи по охране государственной границы на участках 43-го и 44-го Пограничных отрядов Закавказского пограничного округа (Азербайджанская ССР и Армянская ССР).
Служил на командных должностях в ВДВ. Принимал участие в контртеррористических операциях на Северном Кавказе. В частности, отряд Евкурова, выполняя одно из заданий по разведке местности, обнаружил и вызволил из плена 12 российских военнослужащих.
В 1997 году окончил Военную академию имени М. В. Фрунзе.
В июне 1999 года находился в сербо-боснийском городе Углевик (серб. Угљевик) в составе российского контингента в Боснии и Герцеговине под эгидой SFOR.

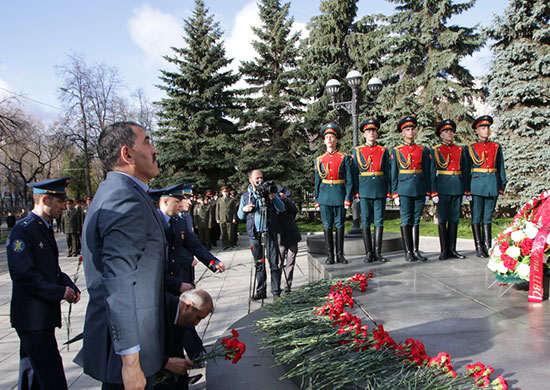
Евкуров возле памятника Г. К. Жукову у штаба ЦВО (ранее — ПУрВО) в Екатеринбурге, 2015 год.

В мае 1999 года майор Евкуров получил от высшего военного командования Российской Федерации совершенно секретное задание: в составе группы из 18 военнослужащих подразделения специального назначения ГРУ ГШ ВС России скрытно проникнуть на территорию Косова и Метохии, взять под контроль стратегический объект — аэропорт «Слатина» и подготовиться к прибытию основных сил российского контингента 12 июня 1999 года. Поставленная задача была выполнена, и группа Евкурова, действуя под различными легендами, тайно для окружающих сербов и албанцев в конце мая 1999 года взяла под полный контроль аэропорт «Слатина». Подробные обстоятельства данной операции до сих пор засекречены. 13 апреля 2000 года Евкурову присвоено звание Героя Российской Федерации с вручением медали «Золотая Звезда».
В 2004 году окончил Военную академию Генерального штаба Вооружённых сил.
В 2004—2008 годах — заместитель начальника разведывательного управления Приволжско-Уральского военного округа (Екатеринбург).

### Глава Республики Ингушетия

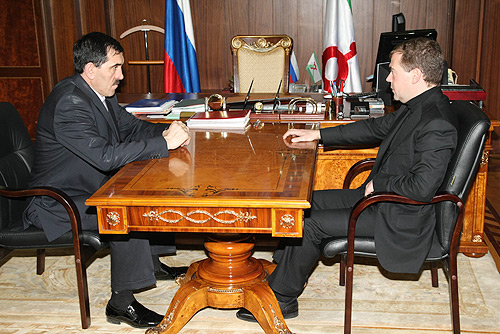
Юнус-Бек Евкуров и президент России Дмитрий Медведев, 20 января 2009 года, Магас.

30 октября 2008 года Евкуров был назначен временно исполняющим обязанности главы республики на период до вступления в должность лица, наделённого полномочиями президента Республики Ингушетия, в связи с отставкой Мурата Зязикова в соответствии с Указом президента Российской Федерации «О досрочном прекращении полномочий президента Республики Ингушетия».
31 октября 2008 года в соответствии со статьёй 18 Федерального закона от 6 октября 1999 года № 184-ФЗ «Об общих принципах организации законодательных (представительных) и исполнительных органов государственной власти субъектов Российской Федерации» кандидатура Евкурова была внесена на рассмотрение Народным собранием Республики Ингушетия для его утверждения на должность президента Республики Ингушетия (за назначение проголосовали 16 депутатов, один высказался против, ещё один бюллетень оказался недействительным).
Новый президент Ингушетии отказался от торжественной инаугурации в целях экономии средств республиканского бюджета и принял присягу сразу после своего утверждения. Первую встречу с гражданами новый лидер решил провести в центральной мечети Назрани. После завершения коллективной вечерней молитвы, глава республики в течение часа общался с представителями духовенства и местными жителями, обратившись к последним с призывом оказать властям содействие в решении стоящих перед регионом социально-экономических проблем и нормализации общей обстановки.
Руководство оппозиции внутри республики, которое связывало имя бывшего президента Мурата Зязикова с обострением криминогенной обстановки в республике и обвиняло его в планировании убийства одного из лидеров оппозиционеров Магомеда Евлоева, поддержало назначение Евкурова и выразило готовность содействовать новым властям и «направить все силы на то, чтобы помочь вернуть политический контроль за ситуацией».
С 25 мая по 29 ноября 2009 — член президиума Государственного совета Российской Федерации.

#### Покушение 22 июня 2009 года
22 июня 2009 года в 9-м часу утра совершено покушение на президента Ингушетии. При проезде президентского кортежа в микрорайоне «Центр-КамАЗ» города Назрани машина сопровождения попыталась оттеснить автомобиль Toyota, медленно двигавшийся по обочине трассы; водитель автомобиля совершил манёвр и въехал в середину кортежа; вскоре прогремел взрыв. В результате один из охранников президента Ингушетии скончался на месте; президент Евкуров и ещё два человека госпитализированы с ранениями различной степени тяжести. Состояние Евкурова характеризовалось как тяжёлое. На время лечения обязанности Евкурова исполнял Председатель Правительства Республики Ингушетия Рашид Гайсанов.
23 июня 2009 года были задержаны четверо подозреваемых в причастности к покушению на Евкурова; согласно анонимным источникам, задержанные лица имели отношение к незаконным вооружённым формированиям.
11 августа 2009 года был выписан из московского Института хирургии имени Вишневского и 13 августа 2009 года вернулся к исполнению обязанностей президента Ингушетии.
13 октября 2009 года глава ФСБ России Александр Бортников заявил о том, что преступление против Евкурова раскрыто, а его предполагаемые организаторы (Рашид Дзортов, Абдул-Малик Алиев и другие) убиты. По информации Следственного комитета при прокуратуре Российской Федерации, предполагаемыми организаторами покушения являются также Саид Бурятский и Магомед Цокиев, объявленные в розыск.
2 марта 2010 года Саид Бурятский был убит в селении Экажево на территории Ингушетии в ходе многочасовой спецоперации ФСБ России.

#### После возвращения
5 октября 2009 года президент Ингушетии Юнус-Бек Евкуров отправил в отставку республиканское правительство. Отдельным Указом глава республики освободил от занимаемой должности председателя правительства Рашида Гайсанова.
1 августа 2012 в Ингушетии были убиты организаторы нападения на родовое село Кадыровых Центорой. Евкуров опроверг информацию о проведении в селении Галашки спецоперации чеченскими силовиками.
4 августа 2012 года глава Чеченской Республики Рамзан Кадыров заявил, что руководитель Ингушетии Юнус-Бек Евкуров не прилагает должных усилий для борьбы с террористическими группировками, упрекнув Евкурова также в «посещении похорон бандитов» Евкуров ответил на критику Кадырова: «С боевиками необходимо беспощадно бороться, поэтому у Рамзана Кадырова свои методы, а у меня свои методы». Евкуров простил Кадырову высказывания о недостаточно эффективной борьбе с терроризмом: «Сейчас Священный месяц Рамадан, Всевышний велит нам прощать друг друга».

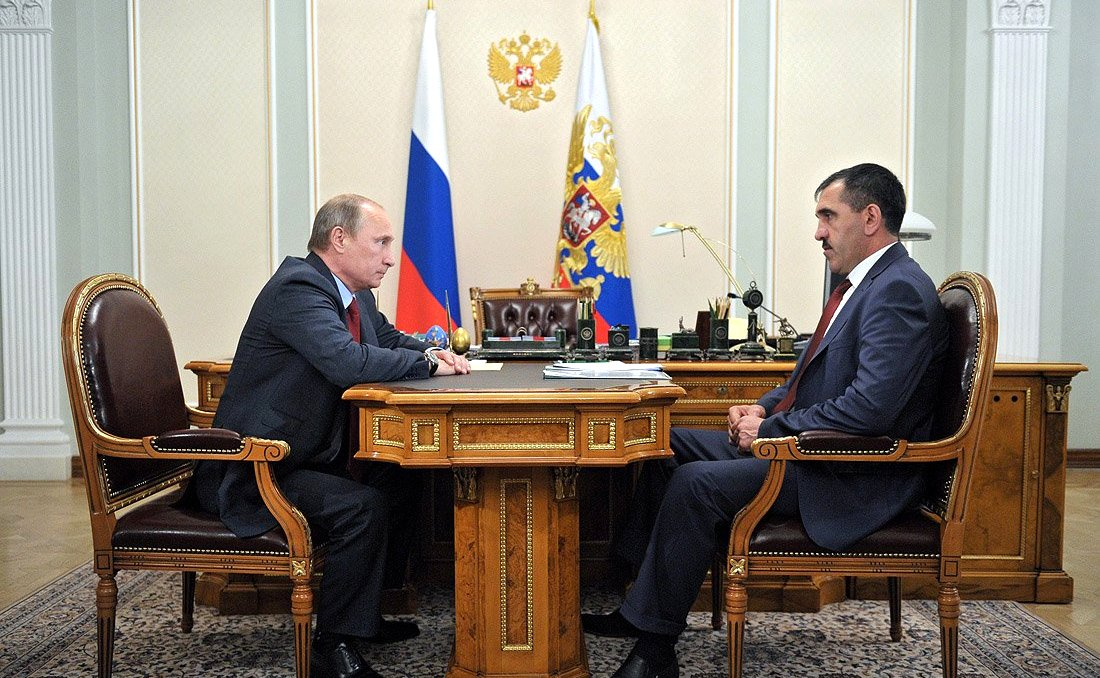
Юнус-Бек Евкуров и президент России Владимир Путин, 2013 год

28 августа 2012 года Евкуров высказался против пересмотра устоявшейся административной границы между Ингушетией и Чечнёй. Он написал в своём блоге ЖЖ, что попытка изменить сложившиеся отношения приведёт к конфликту.
21 октября 2012 года Евкуров опубликовал номер телефона, по которому с ним могут связаться жители республики, которые «по той или иной причине стали на путь преступлений» и призвал тех, кто соприкоснулся с терроризмом, сдаться ему с миром. Он пообещал защитить права раскаявшихся преступников. Евкуров сказал, что тела боевиков, которые непричастны к терроризму, следует отдавать родственникам.
4 июля 2013 года подал в отставку и до единого дня голосования, 8 сентября 2013 года, временно исполнял обязанности главы региона. В августе 2013 года президент России внёс кандидатуру Евкурова для избрания на должность Главы Ингушетии в числе трёх кандидатов на рассмотрение парламента Ингушетии.
8 сентября 2013 года депутаты парламента Ингушетии избрали Юнус-Бека Евкурова главой республики.
С 3 октября 2013 года по 9 апреля 2014 года и с 22 ноября 2016 года по 26 мая 2017 года — член президиума Государственного совета Российской Федерации.

#### Протесты и отставка
9 сентября 2018 года переизбран на эту должность ещё на 5 лет.
26 сентября 2018 года Евкуров с главой Чечни Рамзаном Кадыровым подписали соглашение о закреплении границы между регионами, оно было ратифицировано депутатами Народного Собрания Республики Ингушетия. Оно касалось Сунженского и Малгобекского районов. В итоге Ингушетия получила горные и лесистые территории и передала Чечне 17 тыс. гектаров земель.
4 октября 2018 года начались многотысячные протесты, объявленные бессрочными. На пятый день митинг был санкционирован властями до 15 октября. Перерыв круглосуточной акции протеста продлился с 18 по 31 октября 2018 года. Очередной митинг состоялся 27 ноября 2018 года, в день рассмотрения Конституционным Судом Российской Федерации запроса главы Республики Ингушетия Юнус-Бека Евкурова о соответствии Конституции Российской Федерации Соглашения об установлении административной границы между Ингушетией и Чечнёй. После четырёхмесячного перерыва 26 марта 2019 года митинг в Магасе вновь возобновлён и объявлен бессрочным. После столкновений протестующих с силовиками весной 2019 года было возбуждено уголовное дело о применении насилия в отношении представителей власти (часть 2 статьи 318 УК РФ), которое объединили с делом о призывах к беспорядкам (часть 3 статьи 212 УК РФ). По этому уголовному делу в СИЗО отправили лидеров протеста и более двух десятков рядовых участников.
Евкуров возглавил антирейтинг глав регионов с низким уровнем доверия — число не доверяющих главе региона превысило число доверяющих на 57 %. В пользу смены главы Ингушетии тогда высказалось на 40 % больше респондентов, чем поддержавших сохранение за ним поста.
24 июня 2019 года Евкуров подал в отставку с поста главы Ингушетия после 11 лет руководства республикой. В своём обращении, показанном на национальном телевидении Ингушетии он признал: «Я не слепой. Власть не затмила мне глаза. Давайте наберемся мужества сказать, что все мы — власть, которую я представляю, общественные, религиозные и другие организации — ответственны за это, что мы сегодня разобщены. Каждый из нас стоит перед выбором. Личные интересы — или интересы родной республики. <…> Призываю все заинтересованные стороны сделать свой выбор. Я свой выбор сделал».
26 июня 2019 года Президент России Владимир Путин принял отставку Евкурова и назначил врио главы республики бывшего прокурора республики Махмуд-Али Калиматова.

### Заместитель министра обороны

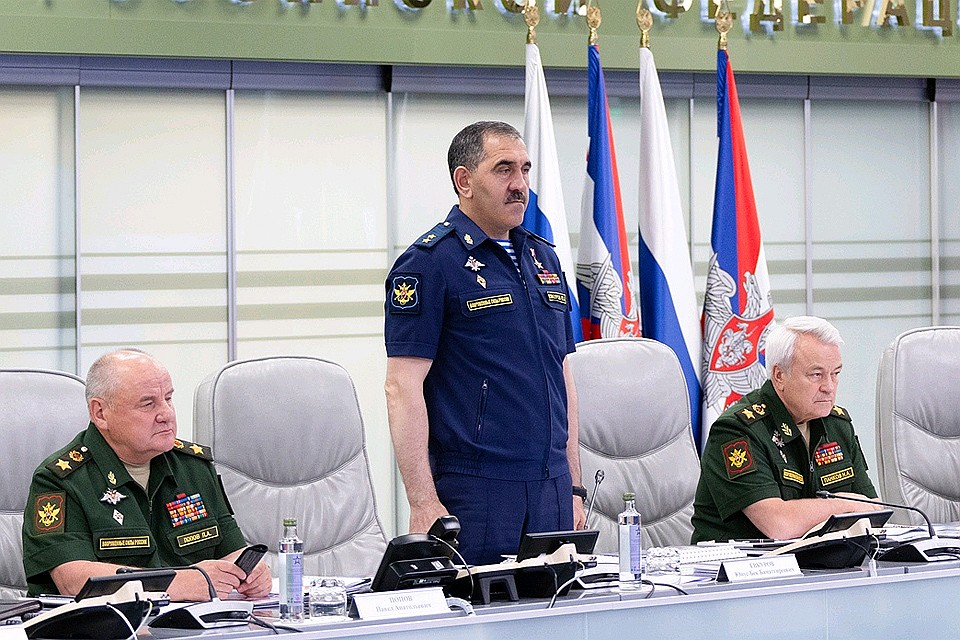
Представление Юнус-Бека Евкурова в качестве нового заместителя министра обороны

Указом президента России от 8 июля 2019 года № 326 назначен заместителем министра обороны Российской Федерации. Тем же указом Евкурову присвоено воинское звание генерал-лейтенанта. Наличие должности двенадцатого, не существовавшего ранее заместителя министра обороны России, разрешено специальным указом президента Российской Федерации. В подчинение Евкурова переданы Главное управление боевой подготовки ВС РФ и Служба безопасности полетов авиации ВС РФ, ранее курировавшиеся начальником Генерального штаба ВС РФ — первым заместителем министра обороны РФ Валерием Герасимовым.
Представлен руководящему составу Минобороны России 21 августа 2019 года. Генерал-лейтенанту Евкурову вручён личный штандарт и должностной знак заместителя министра обороны России.
Указом президента России от 8 декабря 2021 года № 694 присвоено воинское звание генерал-полковника.
27 марта 2022 года во время награждения раненных в ходе вторжения на Украину в одном из госпиталей пожелал потерявшему ногу ефрейтору поскорее «встать на ноги».
24 июня 2023 года во время мятежа Евгения Пригожина опубликовано видео с беседующими Пригожиным, Евкуровым и генералом Алексеевым во дворе захваченного бойцами ЧВК «Вагнер» штаба Южного военного округа в Ростове-на-Дону.
Как сообщается, Евкуров курирует «Африканский корпус», созданный в конце 2023 — начале 2024 годов для обеспечения российских интересов в странах Африки вместо активно действовавшей там ЧВК «Вагнер». Евкуров и генерал ГРУ Андрей Аверьянов во второй половине 2023 года посетили ряд стран Африки.
Указом Президента Российской Федерации от 9 декабря 2024 года № 1060 присвоено очередное воинское звание генерала армии.

## Санкции
15 марта 2022 года, на фоне вторжения России на Украину, внесён в блокирующий санкционный список США. Также был внесён в санкционный список Великобритании как ответственный за развёртывание российских войск, участвовавших в нападении на Украину.
6 мая 2022 года, внесён в санкционный список Канады за «соучастие в выборе президента Путина вторгнуться в мирную и суверенную страну».
6 октября 2022 года попал под санкции стран Евросоюза:

В своих публичных выступлениях он открыто оправдывает агрессивную войну России против Украины. Своими выступлениями и участием в церемониях награждения и вручения медалей он обеспечивает поддержку войны внутри страны. Более того, его действия показывают, что он активно поддерживает агрессивную войну России против Украины.— «Официальный журнал Европейского союза», Брюссель, 6 октября 2022 года
По аналогичным основаниям находится под санкциями Швейцарии, Австралии, Японии, Украины и Новой Зеландии.

## Награды
государственные
- Герой Российской Федерации (13 апреля 2000)
- Орден «За заслуги перед Отечеством» III степени с мечами
- Орден «За заслуги перед Отечеством» IV степени (30 июля 2018) — за заслуги перед государством и многолетнюю добросовестную работу[74]
- Орден Александра Невского (2 сентября 2013) — за заслуги перед государством и многолетнюю добросовестную работу[75]
- Орден Мужества
- Орден «За военные заслуги» (2009)
- Орден Красной Звезды
- Медаль «За отвагу» (19**, 19**)[76]
- Медаль Жукова
- Почётная грамота президента Российской Федерации (10 июля 2017) — за достигнутые трудовые успехи, активную общественную деятельность и многолетнюю добросовестную работу[77]
- Благодарность президента Российской Федерации (3 марта 2010) — за активное участие в работе по подготовке и проведению выборов в органы местного самоуправления Республики Ингушетия и Чеченской Республики[78]

ведомственные
- Медаль «За боевые отличия» (Минобороны)
- Медаль «За воинскую доблесть» (Минобороны) I степени
- Медаль «Участнику марш-броска 12 июня 1999 г. Босния — Косово» (Минобороны)
- Медаль «Генерал армии Маргелов» (Минобороны)
- Медаль «100 лет Военно-воздушным силам» (Минобороны)
- Медали «За безупречную службу» I, II, III степеней (Минобороны)
- Медаль «За воинскую доблесть» (МВД)
- Медаль «За доблесть в службе» (МВД)
- Медаль «За боевое содружество» (МВД)
- Медаль «За содействие ВВ МВД» (МВД)
- Медаль «За содружество во имя спасения» (МЧС)
- Медаль «За заслуги» (26 февраля 2009, Приказ ФССП России № 103-к)[79]
- Нагрудный знак «За содействие МВД по Республике Ингушетия» (16 апреля 2014, Приказ МВД по РИ № 236)[80]

конфессиональные
- Орден «Аль-Фахр» II степени

общественные
- Медаль «Ветеран боевых действий»
- Медаль «За службу на Северном Кавказе»
- Медаль «70 лет создания Воздушно-десантных войск СССР»
- Медаль «75 лет ВДВ» (Организация Ветеранов Воздушно-десантных войск)
- Медаль «За верность десантному братству» (Союз десантников России)
- Медаль «50 лет Общероссийской общественной организации ветеранов войны и военной службы»

признание заслуг
- на Аллее Героев на территории Рязанского ВВДКУ имени генерала армии В. Ф. Маргелова установлен бюст
- имя выбито в Знаменном зале Рязанского ВВДКУ имени генерала армии В. Ф. Маргелова: на досках «Выпускники училища — генералы» и «Герои Российской Федерации»
- Императорский Военный Орден Святителя Николая Чудотворца I степени (8 ноября 2012, Российский Императорский дом)

## Партийная принадлежность
Состоял в КПСС.
В марте 2009 года вступил в партию «Единая Россия». Являлся членом Высшего совета партии, членом Президиума Регионального политического совета и членом Регионального политического совета.

## Семья
- Жена — Марета Евкурова (в девичестве Кодзоева) намного младше мужа: её мать училась с Евкуровым в параллельных классах. 23 декабря 2007 года сыграли свадьбу в родительском доме в Тарском, было 300—400 гостей. В семье пятеро детей: старший сын Итар (2008), дочь Дали (2011) и младшие сыновья Рамазан (2010), Магомед (2013), Берс (2016). Марета занимается воспитанием детей[83].
- Племянник — Адам Хамхоев, капитан ВС РФ, командир десантно-штурмовой роты — погиб в ночь с 20 на 21 мая 2022 года в ходе вторжения России на Украину[84]. Герой Российской Федерации.